# Ермилова-Платова, Ефросинья Федосеевна
Ефроси́нья Федосе́евна Ерми́лова-Пла́това — советский живописец, театральный художник, художник-график.

## Биография
В своём творчестве соединила конструктивистское восприятие пространства и влияние символизма. Окончила историко-филологический факультет Высших женских курсов, в школе живописи и рисования Константина Фёдоровича Юона и Ивана Осиповича Дудина, в студии Ильи Ивановича Машкова и Адольфа Израилевича Мильмана. Среди тех, кого сама Ермилова-Платова называла своими учителями — Гончарова, Ларионов, Волошин, Экстер.
C 1919 года принимала участие в выставках, включая выставку херсонских живописцев в 1919 году, выставка «Художники РСФСР за 15 лет» в Ленинграде в 1932 году, выставка в Клубе мастеров искусств в 1934-м.
В 1923 году вышла замуж за художника Фёдора Платова (1895—1967), с которым также неоднократно выставлялась совместно. В 1939 г. состоялась ее персональная выставка в Центральном Доме архитектора, а в 1960 еще одна персональная выставка в Дубне.
Работы художницы представлены В Государственной третьяковской галерее, музее Савицкого в Нукусе, Московском музее современного искусства (ММСИ).